# 조재룡 (문학평론가)
조재룡(1967년 ~ )은 대한민국의 문학평론가이자 대학 교수이다. 서울특별시에서 태어나 성균관대학교 불어불문학과를 졸업하고, 2002년 프랑스 파리8대학에서 〈산문시의 이론적 관건〉으로 박사학위를 받았다. 서울대학교 한국문화연구소와 성균관대학교 인문과학연구소, 고려대학교 ‘번역과레토릭’ 연구소의 전임연구원을 거쳐, 현재 고려대학교 불어불문학과 교수로 재직 중이다.
2003년 《비평》에 문학평론을 발표하면서 평론 활동을 시작했으며, 시학과 번역학, 프랑스와 한국 문학에 관한 다수의 논문과 평론을 집필하였다. 저서로 《베네치아의 기억》(공저), 《앙리 메쇼닉과 현대비평: 시학ㆍ번역ㆍ주체》, 《번역의 유령들》, 《시는 주사위 놀이를 하지 않는다》, 《한 줌의 시》, 《의미의 자리》, 《번역과 책의 처소들》이 있고, 역서로는 앙리 메쇼닉의 《시학을 위하여 1》, 제라르 데송의 《시학 입문》, 루시 부라사의 《앙리 메쇼닉, 리듬의 시학을 위하여》, 필립 라르보의 《스테파니의 비밀노트》, 알랭 바디우의 《사랑예찬》, 조르주 페렉의 《잠자는 남자》, 장 주네의 《사형을 언도 받은 자 / 외줄타기 곡예사》, 로베르 데스노스의 《어느 알 수 없는 여인에게》, 알랭 코르뱅의 《몸의 역사 : 프랑스 혁명에서 2차 세계대전까지》, 쥘과 페팽의 《철학백과사전》 등이 있으며, 2015년 시와 사상 문학상, 2018년 팔봉비평문학상을 수상하였다.

## 저서
- 《베네치아의 기억》(한길사, 2003) : 공저
- 《앙리 메쇼닉과 현대비평: 시학ㆍ번역ㆍ주체》(길, 2007)
- 《번역의 유령들》(문학과지성사, 2011)
- 《시는 주사위 놀이를 하지 않는다》(문학동네, 2014)
- 《번역하는 문장들》(문학과지성사, 2015)
- 《한 줌의 시》(문학과지성사, 2016)
- 《의미의 자리》(민음사, 2018)
- 《번역과 책의 처소들》(세창출판사, 2018)